# أقيال
هي حركة قومية يمنية، ظهرت عفوياً على وسائل التواصل الاجتماعي بعد سنوات من استيلاء الحوثيين على السلطة عام 2014، ولاقت رواجاً واسعاً منذ عام 2020. وتضم الحركة شباباً ناشطين على فيسبوك وتويتر، المستقلين سياسياً بالإضافة إلى كثير من الناشطين المتحزبين، وتحرص الحركة على عدم تبنيها لأيدلولوجية معينة حفاظاً على التنوع داخلها، رغم محاولات أدلجتها المتكررة.

## لغوياً
القَيْل في اللغة اليمنية القديمة، ويرد بصيغتي قول أو قيل (جمعها: أقول) بحسب المعجم السبئي: هو أحد أفراد بيت رئاسة في شعب، أو قادة ومتحدثون باسم قبيلة؛ والمَقْوَل في النقوش هو مسكن القيل. ونجد في المصادر الأدبية الإسلامية لفظ قَـيْـل (جمعه: أقيال، أقوال) للإشارة إلى نبلاء جنوب الجزيرة، وقصيدة نشوان الحميري «القصيدة الحميرية» على سبيل المثال تحمل عنوان «ملوك حمير وأقيال اليمن».

### خطاب النبي إلى الأقيال
وقد خاطب النبي محمد "أقيال وعباهلة حضرموت" بهذا الاسم، وقال:
«بِسْمِ اللهِ الرَّحمن الرَّحيم. مِنْ مُحَمَّدٍ رَسُولِ الله صلى الله عليه وسلم إِلَى الأَقْيَالِ مِنْ حَضْرَمَوْتَ، بإِقَامِ الصَّلاةِ، وَإِيتَاءِ الزَّكَاةِ... »

## جذور تاريخية
يمكن تتبع أصول تاريخية لحركة الأقيال الحديثة، في الصراعات الكلاسيكية منذ العصور الإسلامية الأولى، والمتمثلة بالتنافس المحتدم بين القبائل القحطانية والعدنانية، والذي انتقل معهم إلى شتى الحواضر الإسلامية وخصوصاً بغداد؛ حيث عرّف اليمانيون أنفسهم بأنهم عرب، ولكنهم على وجه التحديد «جنوبيون/عرب جنوبيون» (بمصطلحات مثل: اليمانية، اليمن، قحطان)، في مقابل «الشماليين/عرب الشمال»، الذين حددوا هويتهم تبعاً لجدهم الأكبر: عدنان، مَـعْـد، نِـزار، ومُـضَـر، وكل منها تسمية تحمل دلالات متشابهة إلى حد كبير. ويستلهم منظرو الحركة رموز وشخصيات تلك المرحلة، مثل أبي الحسن الهمداني ونشوان الحميري وعبهلة العنسي وغيرهم.

## سياسياً

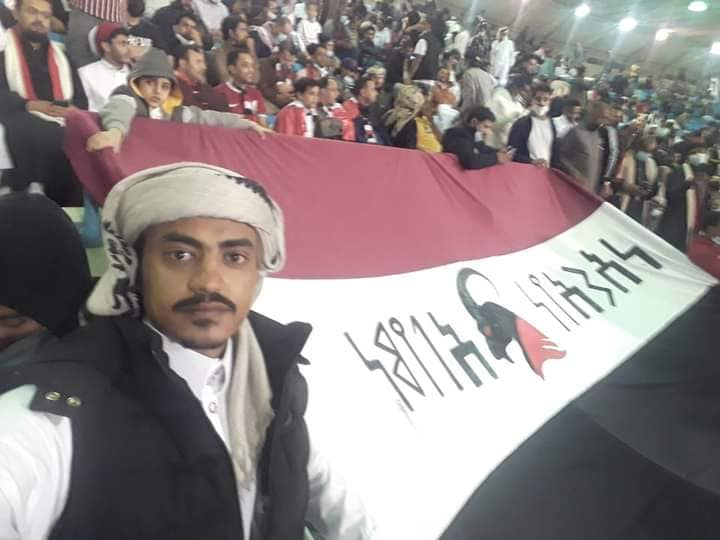
يمنيون يرفعون رموز القومية اليمنية في مباراة مع المنتخب السعودي

بعد استيلاء الحوثيين على السلطة في اليمن في عام 2014، ظهرت حركة الأقيال، واجتذبت طيفاً من الكتاب والأدباء والصحفيين والإعلاميين اليمنيين في الداخل والخارج؛ على خلفية تصاعد الاهتمام بالتاريخ القديم والخط الحميري. ويُنادى المنتسبون إلى حركة الأقيال بالاسم الحركي «قَيل» للذكر، و«إكليلة» للأنثى، رغم عدم ورود اللفظ الثاني في النقوش.
وقد ازداد استعمال الخط اليمني القديم بشكل ملحوظ بين الجمهور اليمني، وفي قنوات التلفزة وعلى اللافتات الدعائية للمحلات وأصبحت اليمن القديم ثيمة متكررة في الفنون البصرية والسمعية؛ حيث اتخذت الحركة من عناصر اليمن القديم (كالوعل، وخط المسند) رموزاً لها. ورغم عدة محاولات لهيكلتها في شكل نقابي أو حزبي، إلا أن حركة الأقيال ظلت محافظة على نمطها الشعبي غير المتحزب، ومعادية للهاشمية السياسية في اليمن.

## أعياد مستحدثة
استحدث حراك الأقيال عدة أعياد وطنية جديدة بدافع وطني، يحتفلون بها سنوياً في الأيام التالية، وهي:
1. يوم الوعل: 22 يناير.[7]
2. يوم خط المسند: 21 فبراير.[8] (تم اعتماده رسمياً من قبل وزارة الثقافة[9]).
3. يوم البن: 3 مارس.[10][11]
4. يوم المَشَاقِر: 1  يونيو.[12]

## انتقادات
يرى بعض النقّاد اليمنيين في حركة الأقيال وجهاً عنصرياً مضاداً للعنصرية التي تمارسها جماعة الحوثي، وأنها تغذي الطائفية بين المواطنين وليست ظاهرة صحية، حيث تختلق قطيعة ثقافية بين تاريخ اليمن القديم وتاريخه الإسلامي. في حين يرى آخرون أنها تعادي الدين الإسلامي وتمس المقدسات الإسلامية، وأنها قد تتلاشى مع مرور الزمن.
في تاريخ 11 من أغسطس 2022، اتهم مهدي المَشّاط رئيس المجلس السياسي لجماعة الحوثيين، حركة الأقيال بأنها مؤامرة أمريكية وتوعد بالقضاء عليها، وذلك خلال فعالية عسكرية اقامتها جماعته في صنعاء.